# Cimetière des Frères
Le cimetière des Frères (en letton : Brāļu kapi) est une nécropole militaire située à Riga en Lettonie,,.

## Description
Le cimetière est le plus grand cimetière militaire de Lettonie. Il s'étend sur 9 hectares au nord-est de la ville de Riga.
Le cimetière est un mémorial et un lieu de sépulture pour des milliers de soldats lettons qui ont été tués entre 1915 et 1920 pendant la Première Guerre mondiale et la guerre d'indépendance.
La conception du complexe commémoratif s'est poursuivie de 1924 à 1936 par les architectes Alexander Birzenieks et Peter Fedders, le paysagiste Andrey Zeydak et le sculpteur Karlis Zale.
Des deux côtés de l'entrée se trouvent deux groupes sculpturaux de cavaliers. Une allée de tilleuls relie l'entrée à la terrasse principale, et des deux côtés se trouvent des chênaies. Deux escaliers sur les côtés mènent de la terrasse à un parterre géométriquement régulier avec des tombes contenant chacune une dalle de grès.
Près des marches se trouvent deux groupes sculpturaux de « Cavaliers mourants », et dans la partie centrale se trouve un haut-relief des « Frères déchus ». L'ensemble est complété par un mur avec les armoiries historiques des villes et comtés de Lettonie. Près du mur se trouvent quatre statues d'anciens guerriers lettons, symbolisant les régions de Lettonie - Kurzeme, Zemgale, Vidzeme et Latgale - et au centre, au-dessus du mur de neuf mètres d'épaisseur, il y a un monument : « Mère Lettonie », bénissant ses fils tombés au combat.

## Inhumations
Environ 2 000 soldats sont enterrés au cimetière des Frères. À partir d'octobre 1915, les fusiliers morts au cours des batailles de la Première Guerre mondiale y furent enterrés. Après la révolution de février 1917, les soldats abattus pour avoir refusé de combattre dans l'armée tsariste furent enterrés et, au printemps 1919, les tirailleurs rouges lettons morts dans la lutte contre la contre-révolution y furent enterrés. Le leader du mouvement révolutionnaire en Lettonie, Fricis Roziņš (lv) (1870-1919), y est aussi enterré.
Pendant les années d'indépendance de la Lettonie, les officiers de l'armée lettone ont été enterrés au cimetière fraternel.
En 1958, les soldats morts pendant la Seconde Guerre mondiale et les combattants des brigades partisanes furent enterrés au cimetière fraternel.
En 1942, le sculpteur Kārlis Zāle fut enterré au centre du complexe commémoratif et en 1980 l'auteur de l'ensemble l'architecte Aleksandrs Birzenieks.

## Galerie

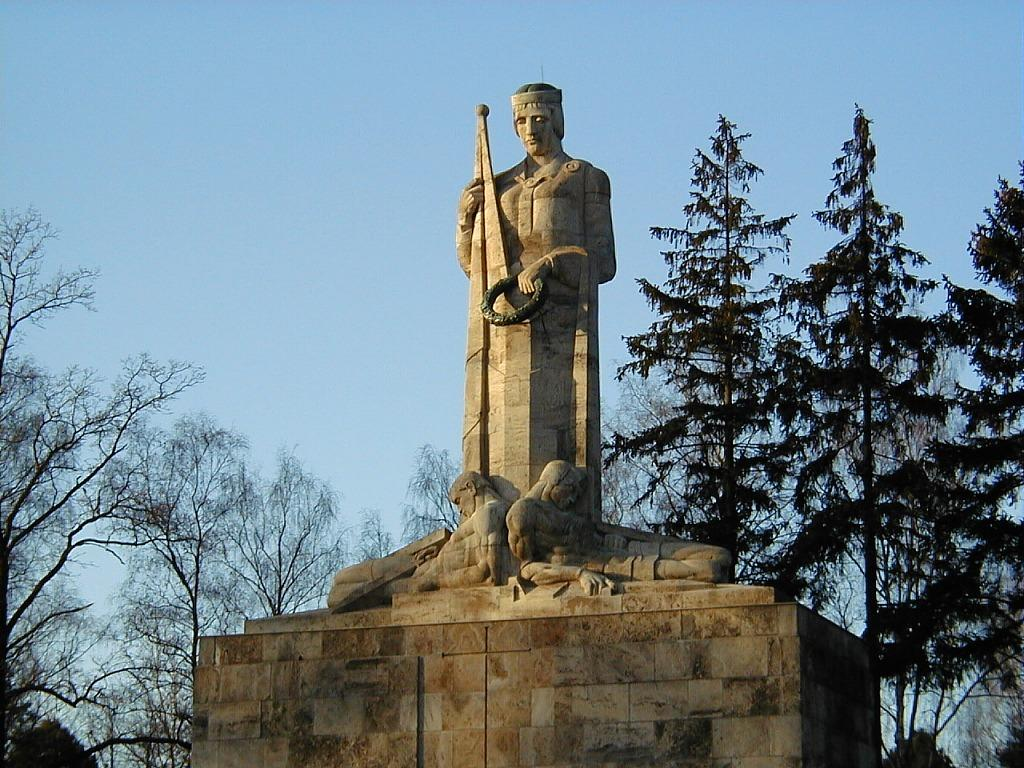
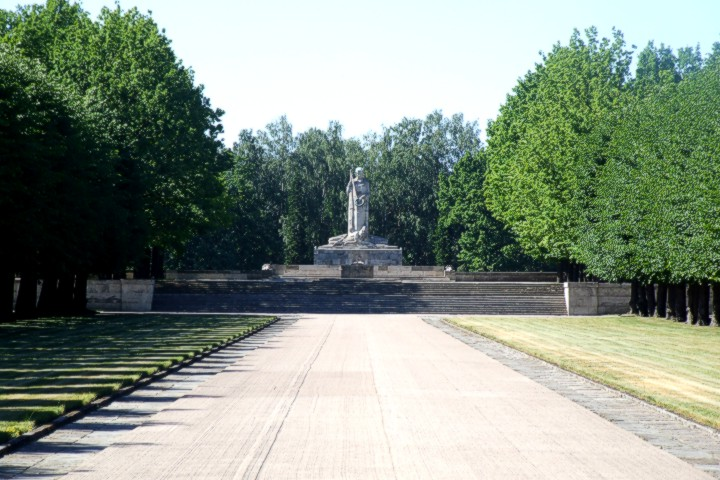
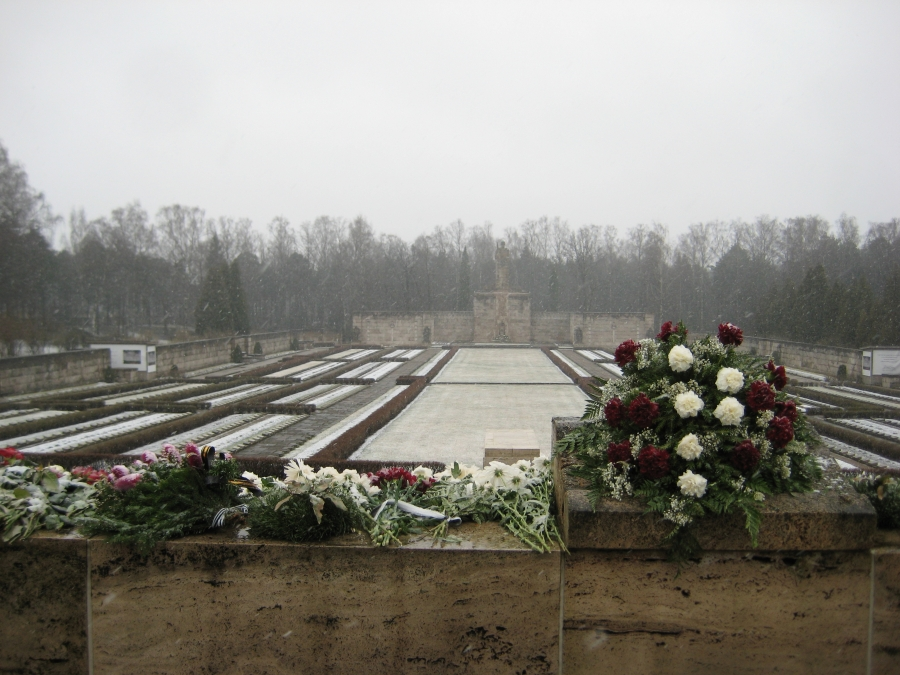
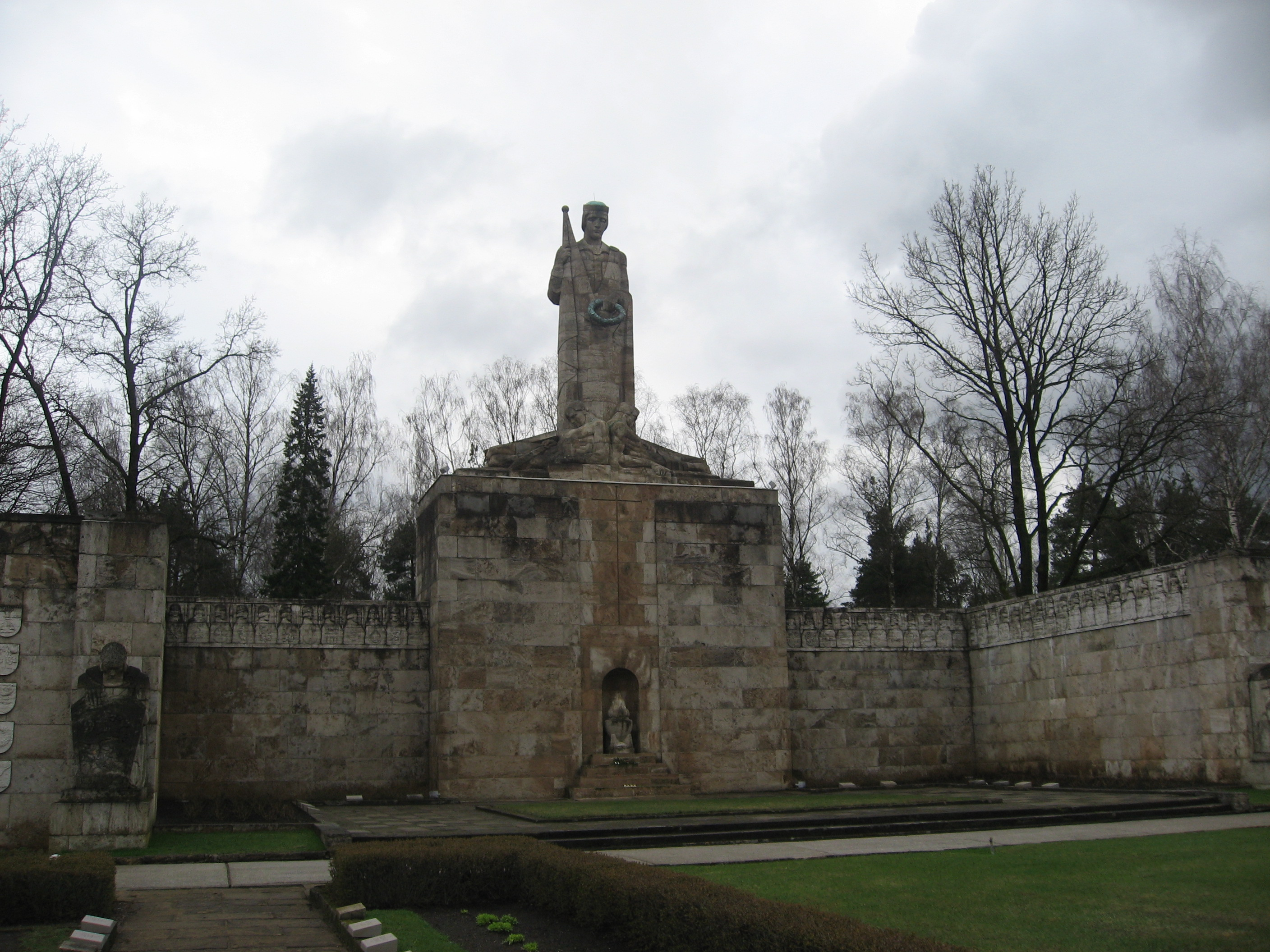

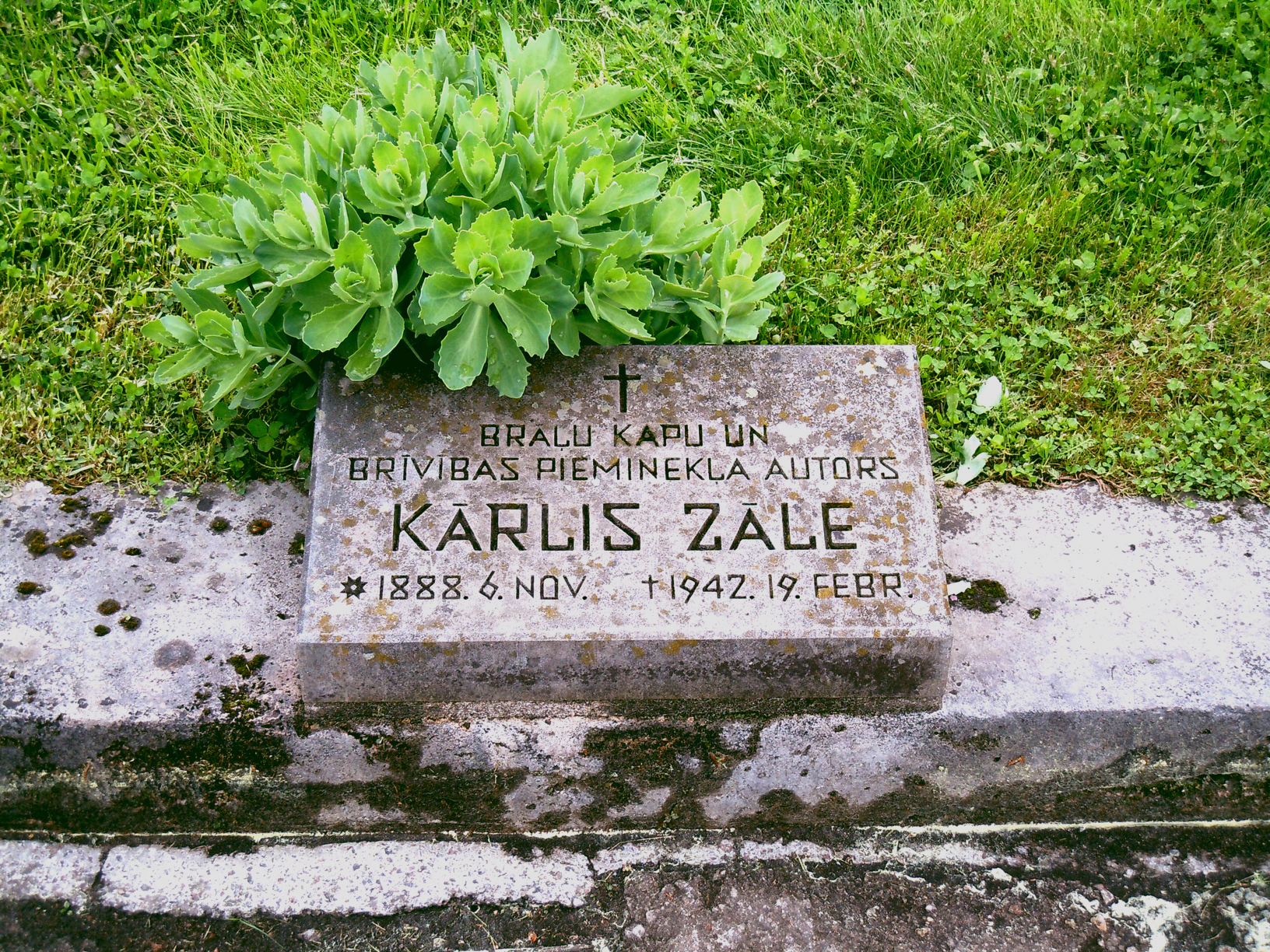
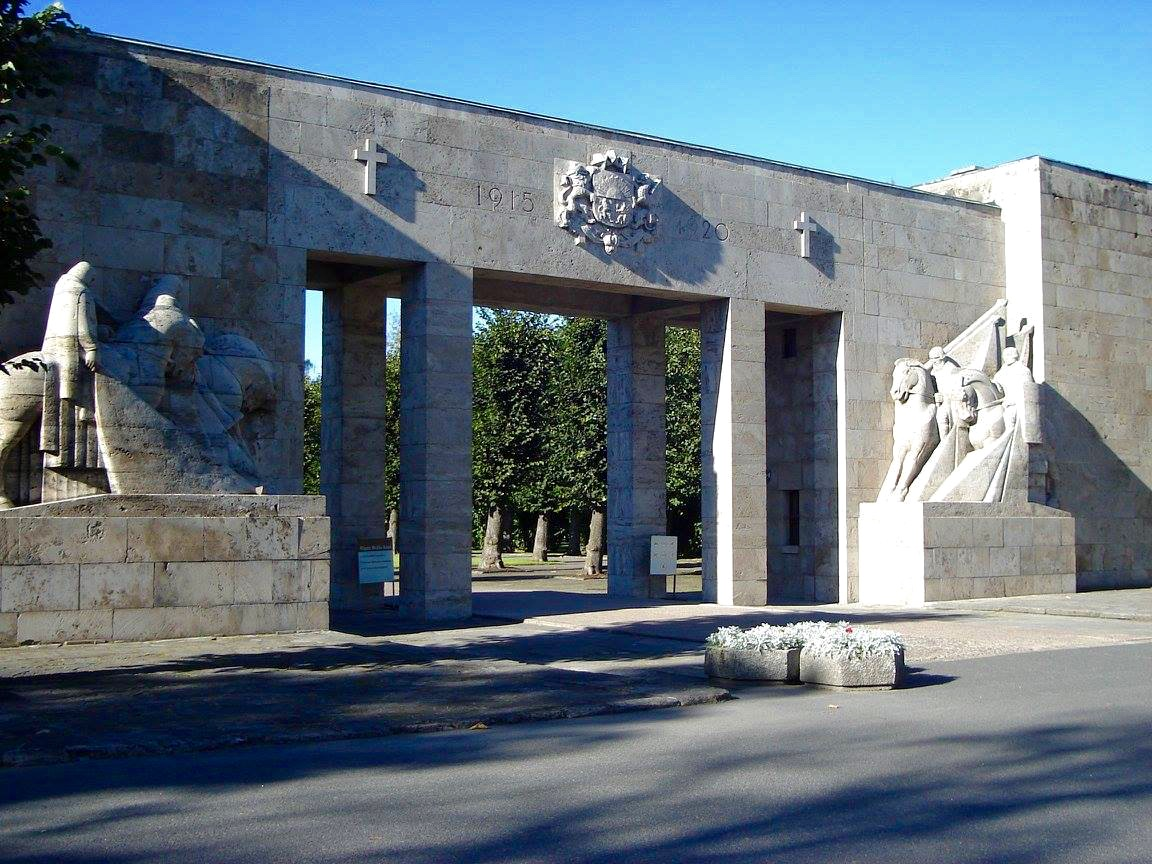
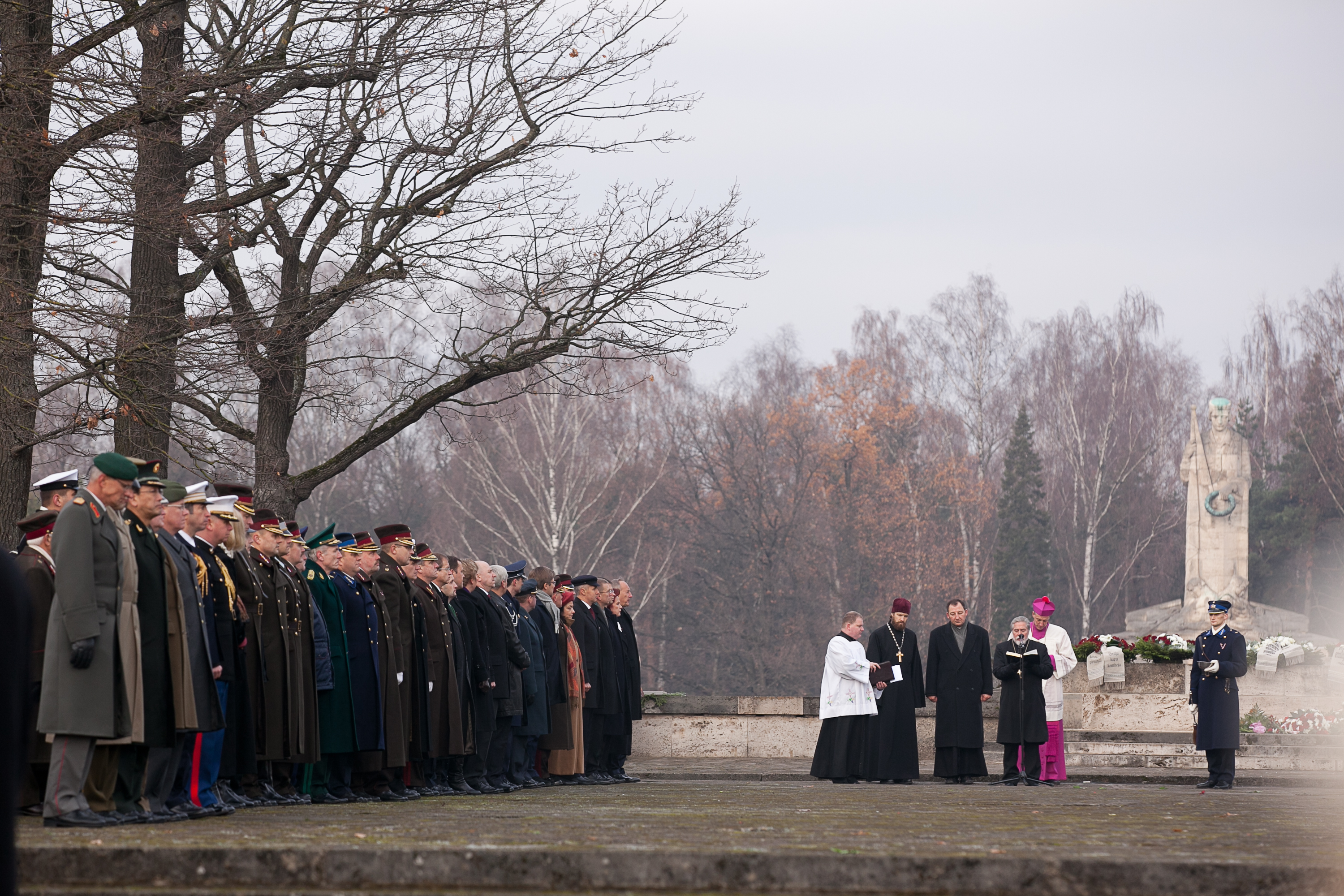
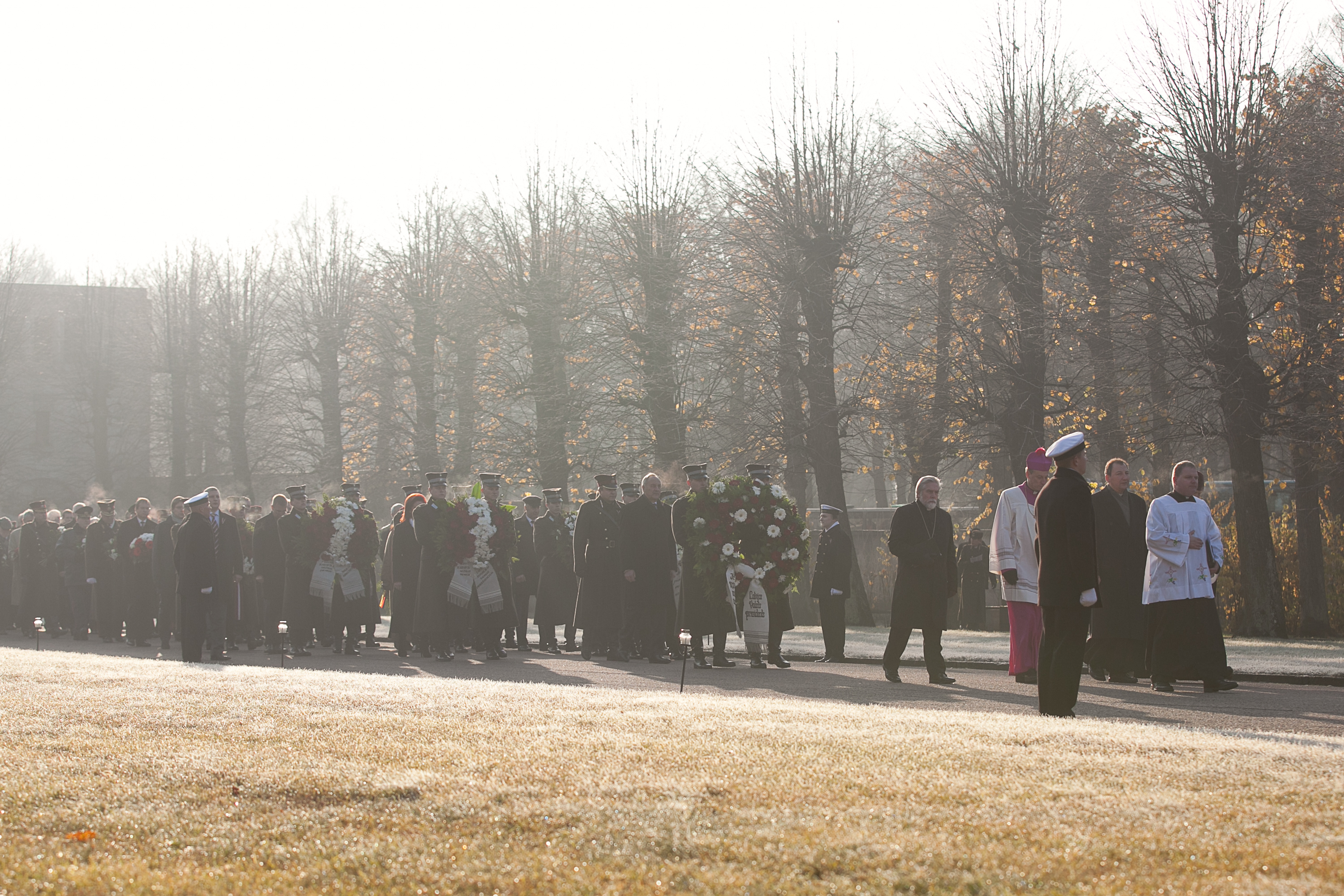